# Corine Sombrun
Pour les articles homonymes, voir Sombrun (homonymie).
Corine Sombrun (pseudonyme), née en 1961 à Draguignan, est une écrivaine voyageuse, pianiste et  ethnomusicologue, française, connue comme spécialiste du chamanisme mongol. Elle étudie notamment les phénomènes de transes, dont elle a fait elle-même l'expérience, selon une approche scientifique.

## Biographie
Corine Sombrun indique dans la Diagonale de la joie (p. 33) que Sombrun est le nom d'une arrière-grand-mère maternelle, qu'elle a pris comme nom de plume. 
Sa petite enfance se passe à Ouagadougou, capitale du Burkina Faso, avec ses parents. Corine Sombrun déclare à plusieurs reprises avoir vécu une expérience de mort imminente alors qu’elle était enfant, des suites d’une vaccination contre la variole. De retour en France, elle se consacre à des études de musicologie et de piano et devient compositrice.
En 1999, après la perte de sa compagne, décédée d'un cancer, elle quitte la France et s'installe à Londres où elle rencontre, lors d'un vernissage, le peintre Francisco Montes, chamane péruvien Capanahua (es) qui l'invite dans son centre Sachamama au Pérou.

### Expérience et initiation chamanique

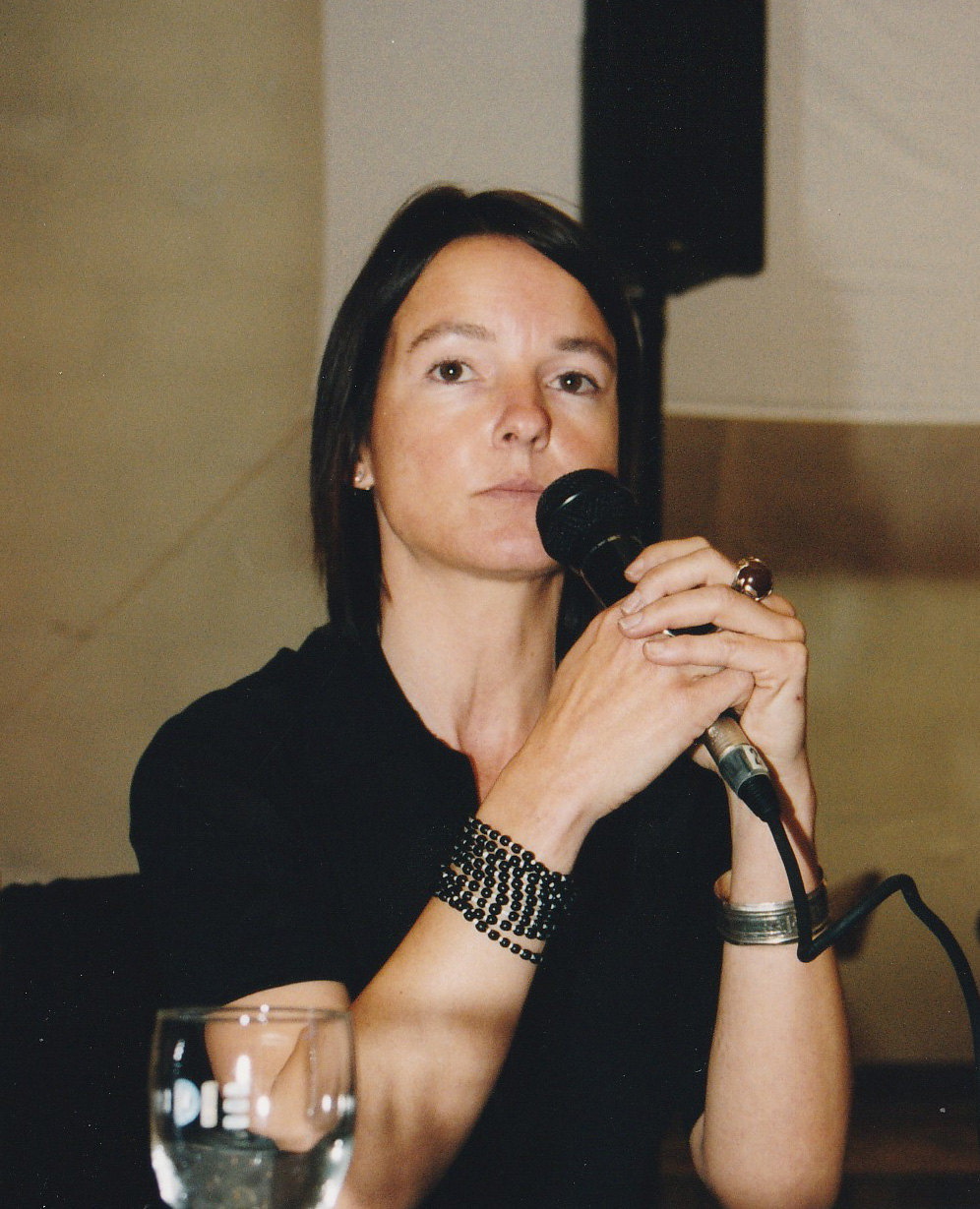
Corine Sombrun au Festival international de géographie lors de la parution de son premier livre en 2002.

C'est au Pérou qu'elle a ses premières expériences du voyage chamanique à l'aide d'un cocktail de plantes nommé Ayahuasca, substance psychoactive interdite en France. Elle relate ceci dans son premier livre, Journal d’une apprentie chamane publié en 2002.
Alors qu'elle travaille pour BBC World Service, en 2001, elle part faire un reportage sur les traditions chamaniques au nord de la Mongolie, motivée également par son désir de transcender son deuil amoureux. Lors d'une cérémonie, le son du tambour utilisé par le chamane Balgir la plonge dans un état de transe qu’elle ne peut contrôler,. Balgir lui apprend que sa réaction est un signe qu'elle est chamane, et qu'elle doit être initiée pendant trois ans dans la tradition. Pendant huit ans, Corine retournera régulièrement en Mongolie pour suivre l'enseignement d'Enkhetuya, une chamane tsaatan dont la vie est relatée dans le livre Les Esprits de la steppe.
En 2005, au Nouveau-Mexique elle rencontre Harlyn Geronimo, medicine man (en) et arrière petit-fils du guerrier apache Geronimo. Le livre Sur les pas de Geronimo relate les conditions de leur rencontre et leurs échanges.
En 2015 parait Sauver la planète : Le message d'un chef indien d'Amazonie qu'elle signe avec Almir Narayamoga, il y raconte sa lutte pour la préservation de la forêt amazonienne.

### Étude de la transe en laboratoire
L'expérience de la transe et la capacité à l'induire par la seule volonté a attiré l'attention des chercheurs. En 2006, Corine Sombrun commence à collaborer avec le neuroscientifique Pierre Etevenon, qui a notamment étudié les effets des EMC (états modifiés de conscience) sur les tracés d'EEG. Elle travaille également avec le professeur Pierre Flor-Henry (en), neuropsychiatre et chercheur à l'Alberta Hospital (en) d'Edmonton, au Canada, dans le but de découvrir les mécanismes physiologiques liés à cet état de conscience volontairement modifié et son influence sur le fonctionnement des hémisphères cérébraux,. Les premiers résultats, obtenus par analyse d'EEG quantitative sous la direction du professeur Flor-Henry, ont montré que cette transe chamanique modifie effectivement les circuits du fonctionnement cérébral ; ils sont à l’origine d’un premier protocole de recherche sur la transe chamanique mongole étudiée par les neurosciences. En 2017, paraît un article qu’elle co-signe avec Pierre Flor-Henry et Yakov Shapiro et qui porte sur l’étude EEG de son état de transe réalisé en laboratoire à l’Alberta Hospital.
Elle relate,  que pour que cette étude soit possible, il lui a fallu parvenir à induire la transe par sa seule volonté , car pour les études EEG l'usage du tambour était proscrit à cause des vibrations qui auraient perturbé l'équipement de mesure EEG. Elle dit avoir commencé par essayer (sans succès), d'écouter dans sa tête le son du tambour et puis est parvenue à induire la transe en reproduisant volontairement les tremblements que la transe normale induisait chez elle. Elle a ensuite parachevé le travail en s'entraînant à sortir volontairement de transe grâce à un assistant qui claquait dans les mains pour la rappeler au bout d'un temps convenu à l'avance. De plus, les expériences ont dû se limiter à des états de transe légère, car les contractions musculaires provoquent des signaux électromyographiques nettement plus intenses que les signaux neuronaux — qu'elles vont tendre à masquer, et imposent un nettoyage du signal qui devient impossible si elles sont trop importantes.
Elle raconte également qu'à l'examen des tracés EEG pendant la transe (parfaitement normaux hors transe), les chercheurs ont observé des similitudes avec les trois groupes de troubles psychiatriques avec lesquels ils ont fait la comparaison (schizophrénie, manie et dépression), et l'ont avertie du danger qu'elle courrait à rester « bloquée » dans cet état. Dans les traditions chamaniques, l'objet de la formation réside justement, entre autres, dans le développement de la capacité à entrer et à sortir de transe à volonté. C'est cette capacité qui a le plus surpris les chercheurs. Elle va même plus loin en expliquant qu'après la transe qui l’a révélée comme chamane, le chamane Balgir lui a explicitement dit qu'il avait failli ne pas parvenir à la ramener et que ça lui avait pris deux heures — ce qui pour elle signifie que non seulement les chamanes ont la capacité de sortir de ces états que notre médecine psychiatrique considère comme des pathologies du cerveau, mais qu'en plus ils auraient la capacité d'en faire sortir d'autres personnes. Par ailleurs, en termes de neuroplasticité, elle explique également que la pratique de la transe sur une longue durée fait qu'après 25–30 ans, les chamanes mongols n'ont souvent plus besoin d'entrer en transe pour obtenir les mêmes perceptions.
Elle mentionne encore dans l’émission Autour de la question de Radio France Internationale, avoir aussi, en tant que musicienne, identifié dans les rythmes du tambour des moments particuliers qui semblaient déclencheurs de la transe. Une tentative de modélisation en boucle de ces sons a été réalisée en collaboration avec le chercheur Elie Desmond-Le Quéméner, et a été expérimentée avec succès lors du stage « Transe et création » à l'École supérieure des beaux-arts de Nantes Métropole en décembre 2015, avec vingt participants dont seize sont entrés en transe. Dans une conférence récente, Corine Sombrun et le médecin psychiatre Jean-Pierre Lablanchy relatent des essais d'utilisation, dans divers contextes thérapeutiques, de ce qu'ils suggèrent d'appeler maintenant « transe cognitive » plutôt que transe chamanique,. Une des différences notables avec le voyage chamanique proposé par l’école néo-chamanique de Michael Harner tient au fait que les "transeurs" sont actifs (mouvements du corps, cris…) alors que lors des voyages chamaniques de Harner, les participants sont le plus souvent immobiles, couchés sur le sol. La publication qu'elle a cosignée avec les chercheurs américains montre que les états de transe sont accompagnés d'une diminution de la dominance de l'hémisphère gauche du cerveau (siège du langage et de la pensée analytique) au profit du cerveau droit. Les auteurs de l'article considèrent que leurs résultats amènent des arguments incitant à réviser la dichotomie traditionnellement admise entre conscience normale et états de conscience modifiés au profit d'une vision plus dynamique. De possibles retombées en termes thérapeutiques sont également mentionnées.
Une Lettre à l'éditeur, publiée en 2020 dans Clinical Neurophysiology, relate les enregistrements EEG de Corine Sombrun en transe cognitive, qui ont été étudiés dans le groupe de Liège du professeur Steven Laureys, en utilisant une stimulation magnétique transcrânienne (TMS). Les résultats de cette recherche médicale montrent les changements induits par la transe cognitive de la réactivité électrique des circuits corticaux aux perturbations du champ magnétique. 
Trance Science Research Institute, un institut dédié à ces travaux relatifs aux aspects neurocognitifs de la transe et à ses applications est créé en 2019, Corine Sombrun en est cofondatrice,,.

## Médias

### Œuvres littéraires
- Journal d’une apprentie chamane, Pocket, mars 2002,  (EAN 9782226131744)
- Mon initiation chez les chamanes, Albin Michel, janvier 2004,  (EAN 9782226142146)
- Dix centimètres, loi Carrez, Belfond, avril 2004,  (EAN 9782714440303)
- Les Tribulations d’une chamane à Paris, Albin Michel, avril 2007,  (EAN 9782226176158)
- Sur les pas de Geronimo, Albin Michel, mai 2008,  (EAN 9782226186515)
- Les Esprits de la steppe, Albin Michel, octobre 2012,  (EAN 9782226243942)
- Sauver la planète, le message d'un chef indien d'Amazonie, Albin Michel, mars 2015,  (EAN 9782226257055)
- La diagonale de la joie. Voyage au cœur de la transe, Albin Michel, mars 2021,  (EAN 9782226396150)[11]

### Cinéma
- Dans le film Un monde plus grand de Fabienne Berthaud, sorti en 2019, l'actrice belge Cécile de France incarne le rôle de Corine Sombrun[36]. Certaines scènes sont tournées dans l'unité neurologie du professeur Laureys, spécialiste de la conscience au Centre hospitalier universitaire de Liège[36]; d’autres dans les plaines de Mongolie[37].

### Postface
- Kraa : La colère blanche de l’orage de Benoît Sokal, Casterman, janvier 2014,  (EAN 9782203050570)

### Entretiens et conférences en ligne
- [vidéo] « Corine Sombrun », Radio France internationale, En sol majeur, 14 mars 2013
- [vidéo] « Corine Sombrun, histoire d'une métamorphose », France Inter, Partir avec, 17 décembre 2012
- [vidéo] « Le chamanisme avec Corine Sombrun », France Culture, Les racines du ciel, 13 janvier 2013
- [vidéo] « Corine Sombrun : chamanisme et neuroscience », Nice Future 5, 1er octobre 2015 (consulté le 5 septembre 2017)
- [vidéo] « Les transes chamaniques & les états modifiés de conscience. - Corine Sombrun », La Télé de Lilou Macé, 30 janvier 2014 (consulté le 5 septembre 2017)
- [vidéo] « Pourquoi étudier la transe chamanique ? Avec Corine Sombrun et Pierre Etevenon », Radio France internationale, Autour de la question, 12 avril 2016 (consulté le 5 septembre 2017)
- [vidéo] « Corine Sombrun - Du chamanisme aux neurosciences », Université Paris-Diderot
- [vidéo] « Corine Sombrun - La transe chamanique, capacité du cerveau ? », tedxparis.com